# 159e méridien est
En géographie, le 159e méridien est est le méridien joignant les points de la surface de la Terre dont la longitude est égale à 159° est.

## Géographie

### Dimensions
Comme tous les autres méridiens, la longueur du 159e méridien correspond à une demi-circonférence terrestre, soit 20 003,932 km. Au niveau de l'équateur, il est distant du méridien de Greenwich de 17 700 km,.
Avec le 21e méridien ouest, il forme un grand cercle passant par les pôles géographiques terrestres.

### Régions traversées
En commençant par le pôle Nord et descendant vers le sud au pôle Sud, Le 159e méridien est passe par:
| Coordonnées           | Pays, territoire ou mer     | Notes |
| --------------------- | --------------------------- | --- |
| 90° 00′ N, 159° 00′ E | Océan Arctique              | |
| 76° 35′ N, 159° 00′ E | Mer de Sibérie orientale    | |
| 70° 52′ N, 159° 00′ E | Russie                      | République de Sakha Tchoukotka — à partir de 68° 08′ N, 159° 00′ E Oblast de Magadan — à partir de 66° 14′ N, 159° 00′ E Tchoukotka — à partir de 65° 56′ N, 159° 00′ E Oblast de Magadan — à partir de 65° 43′ N, 159° 00′ E |
| 61° 54′ N, 159° 00′ E | Mer d'Okhotsk               | Golfe de Chelikhov |
| 58° 24′ N, 159° 00′ E | Russie                      | Kraï du Kamtchatka — Péninsule du Kamchatka |
| 53° 04′ N, 159° 00′ E | Océan Pacifique             | |
| 7° 50′ S, 159° 00′ E  | Îles Salomon                | Île Santa Isabel |
| 8° 04′ S, 159° 00′ E  | Détroit de Nouvelle-Géorgie | Passe juste à l'ouest des Îles Russell, Îles Salomon (à 9° 04′ S, 159° 02′ E) |
| 9° 04′ S, 159° 00′ E  | Mer des Salomon             | |
| 11° 50′ S, 159° 00′ E | Mer de Corail               | Passe juste à l'est des Îles Chesterfield, Nouvelle-Calédonie (à 19° 12′ S, 158° 58′ E) |
| 29° 55′ S, 159° 00′ E | Océan Pacifique             | Passe juste à l'ouest de l'Île Lord Howe, Australie (à 31° 31′ S, 159° 02′ E) Passe juste à l'est de l'Île Macquarie, Australie (à 54° 30′ S, 158° 58′ E)                                                                     |
| 60° 00′ S, 159° 00′ E | Océan Austral               | |
| 69° 22′ S, 159° 00′ E | Antarctique                 | Territoire antarctique australien, partie de l'Antarctique revendiqué par l' Australie |